# Топлец (комуна)
Топлец (рум. Topleț) — комуна у повіті Караш-Северін у Румунії. До складу комуни входять такі села (дані про населення за 2002 рік):
- Бирза (545 осіб)
- Топлец (2378 осіб) — адміністративний центр комуни

Комуна розташована на відстані 295 км на захід від Бухареста, 68 км на південний схід від Решиці, 140 км на південний схід від Тімішоари, 124 км на північний захід від Крайови.

## Населення
За даними перепису населення 2002 року у комуні проживали 2923 особи.
Національний склад населення комуни:
| Національність | Кількість осіб | Відсоток |
| -------------- | -------------- | -------- |
| румуни         | 2796           | 95,7%    |
| цигани         | 96             | 3,3%     |
| німці          | 15             | 0,5%     |
| угорці         | 10             | 0,3%     |
| серби          | 2              | 0,1%     |
| чехи           | 2              | 0,1%     |
| українці       | 1              | < 0,1%   |

Рідною мовою назвали:
| Мова       | Кількість осіб | Відсоток |
| ---------- | -------------- | -------- |
| румунська  | 2861           | 97,9%    |
| циганська  | 38             | 1,3%     |
| німецька   | 13             | 0,4%     |
| угорська   | 7              | 0,2%     |
| сербська   | 2              | 0,1%     |
| українська | 1              | < 0,1%   |

Склад населення комуни за віросповіданням:
| Релігія        | Кількість осіб | Відсоток |
| -------------- | -------------- | -------- |
| православні    | 2712           | 92,8%    |
| баптисти       | 115            | 3,9%     |
| п'ятдесятники  | 38             | 1,3%     |
| римо-католики  | 30             | 1,0%     |
| греко-католики | 5              | 0,2%     |
| бретрени       | 4              | 0,1%     |
| адвентисти     | 2              | 0,1%     |
| мусульмани     | 2              | 0,1%     |
| не релігійні   | 2              | 0,1%     |
| лютерани       | 1              | < 0,1%   |